# Tåssjö distrikt
Tåssjö distrikt är ett distrikt i Ängelholms kommun och Skåne län. 
Distriktet ligger nordost om Ängelholm. 

## Tidigare administrativ tillhörighet
Distriktet inrättades 2016 och utgörs av socknen Tåssjö i Ängelholms kommun.
Området motsvarar den omfattning Tåssjö församling hade 1999/2000.